# Jyri Kjäll
Jyri Göran Kjäll (Seinäjoki, 13 gennaio 1969) è un ex pugile finlandese.

## Palmarès

### Olimpiadi
- Bronzo a Barcellona 1992 nei pesi super-leggeri.

### Mondiali - Dilettanti
- Argento a Tampere 1993 nei pesi super-leggeri.